# Нумітраксика
Нумітраксика (від лат. Nummus - монета, traxerit - малювати) — мистецтво створення зображень за допомогою монет.

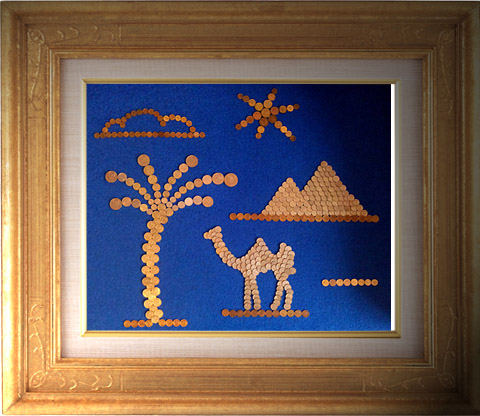
Приклад нумітраксичного зображення

## Образотворчі засоби
Для створення зображень використовуються монети білого (металевого) і жовтого кольорів, а також їх всіляких відтінків. Здебільшого діаметр використовуваних монет становить від 7 до 45 мм.

## Основні принципи та техніки
- Площинна орієнтація монет підкреслює композиційні лінії твору. Хаотична орієнтація (довільний поворот) не допускається.
- У загальному випадку однакові по достоїнству монети викладаються однією стороною (аверсом або реверсом) - в межах однієї композиційної групи. Хаотичне викладання аверсом або реверсом не допускається.
- Відтворенні зображення мають округлу форму, в загальному випадку без гострих кутів і різких вигинів (пов'язано з круглою формою монет).
- Використання схожих на монети круглих предметів (медалі, виливки, карбування, сувенірна продукція округлої форми) не допускається.
- «Стрічка» - основна техніка для площинних зображень. Монети укладаються впритул одна до одної.
- «Луска» - краї монет укладаються один на одну.
- «Цегла» - монети укладаються одна на одну з певним проміжком, перекриваючи одна одну за рівнями.

## Тимчасові параметри
- тимчасовими — розкладені на будь-який, переважно темній і однотонній, горизонтальній поверхні, без застосування будь-яких скріплюючих речовин (клеїв) і пристосувань (ниток, дроту тощо).
- перманентними — прикріплені до поверхні, наприклад, клеєм (переважно легко видаляється з поверхні монети) для того, щоб твір можна було розмістити у вертикальній площині.

## Нумітраксика і релаксація
Як і інші технологічно близькі дії (наприклад, вишивання, складання пазлів, гра в тетріс), в результаті яких хаотичне середовище перетворюється в упорядковану систему, нумітраксика володіє дієвим ефектом психоемоційної релаксації.

## Додаткова інформація
Поряд з композицією в цілому в нумітраксичному творі вагоме знання мають і використовуються для її свідомості самі монети: викарбувані зображення, буквено-цифрова інформація представляють істотний інтерес для глядача.
Нумітраксику не слід плутати з використанням монет в декоративно-прикладному мистецтві, зокрема, як прикрас в одязі. У цьому випадку монети використовуються як складова частина твору. Тим часом нумітраксичний твір є композиційно цілісною самодостатньою роботою. Також нумітраксикою не є різні об'ємні (3D) споруди з монет, основною метою створення яких є підкреслення зусиль авторів по досягненню стану рівноваги конструкції.